# Vis pour boîtier de PC

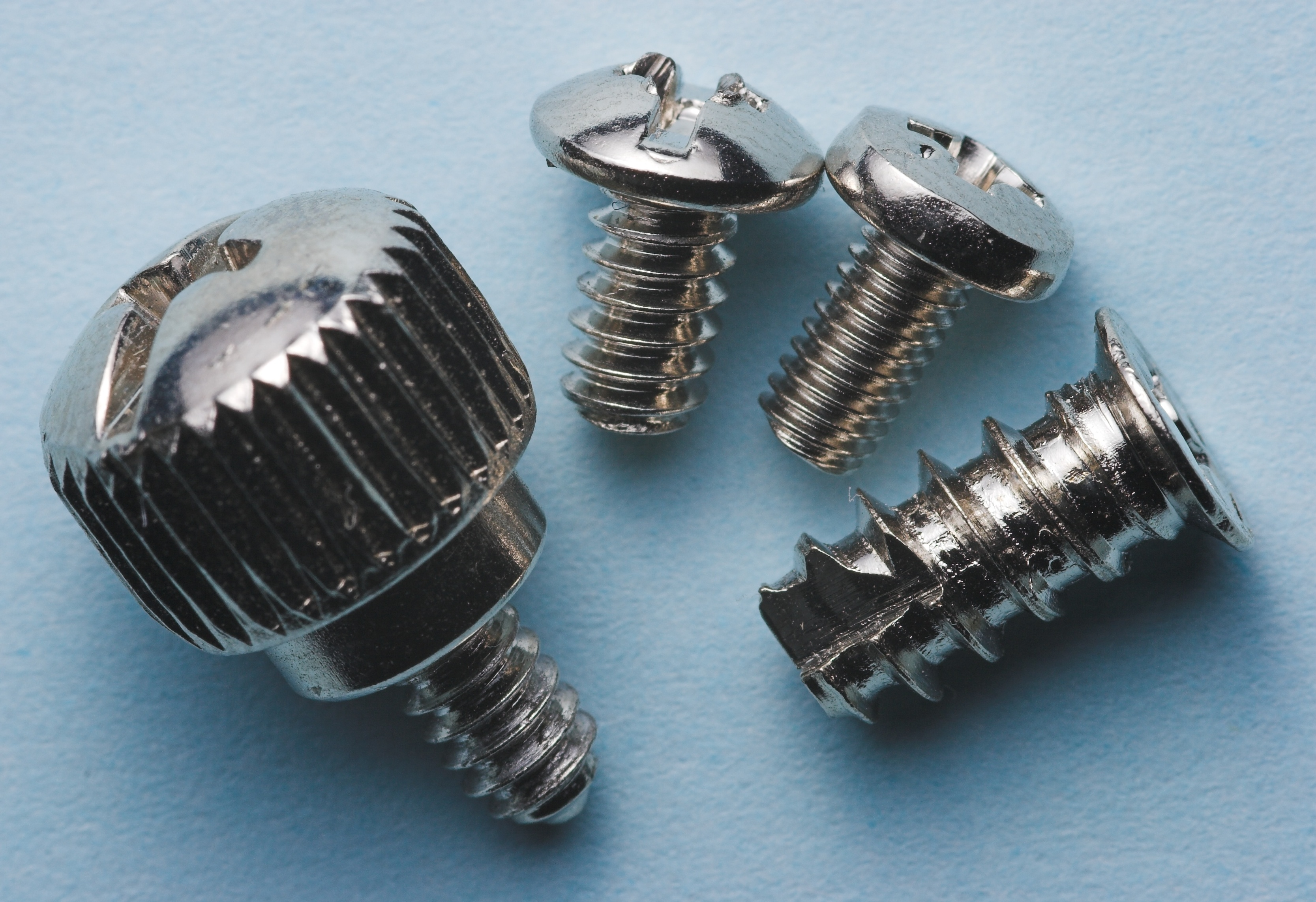
De gauche à droite : une vis à main 6-32, une vis 6-32, une vis M3, et une vis auto-taraudeuse pour ventilateur.

Les vis pour boîtier de PC servent à maintenir ensemble les éléments d'un PC. Bien qu'il y ait un grand nombre de fabricants de boîtier pour PC, seulement trois types de filetage de vis sont d'usage courant.
Les vis 6-32 sont souvent utilisées pour les disques durs et les éléments du boîtiers ; pour les couvercles et la fixation des cartes filles. Les vis M3 servent à fixer les lecteurs de disques optiques, les lecteurs de disquettes. Des vis à main 4-40 sont utilisées sur les connecteurs VGA, DVI, ports série, ports parallèle et les vieux ports de jeux.
Toutefois certains constructeurs ont conçu des boîtiers dépourvus de vis et ne nécessitant aucun outil pour le montage et le démontage.

## Vis 6-32

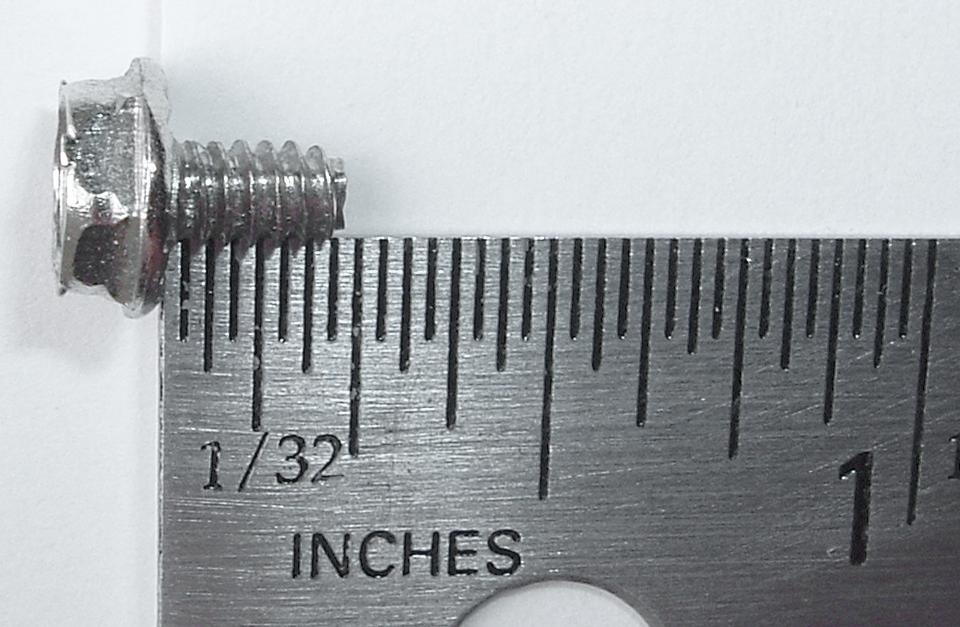
Une vis 6-32 a un filetage de 1/32 pouces.

Le 6-32 est une norme de filetage unifié. Le diamètre principal du filetage est de 3,505 2 millimètres ou 0,138 0 pouces, 32 filetages par pouce, et une longueur de 0,793 75 millimètres.
C'est de loin le type de vis le plus courant dans un PC.
Ces vis sont utilisées :
- pour fixer le bloc d'alimentation ;
- Pour maintenir la carte-mère au-dessus du sur-élévateur ;
- pour fixer les disques durs au châssis ;
- pour maintenir les cartes-filles en place ;
- pour maintenir les différentes pièces du châssis ;
- pour fermer les couvercles.

Ces vis ont souvent sur leur tête une empreinte pour tournevis Phillips de type 2 et une section hexagonale pour clef à pipe.
Pour les fixations de couvercle, certains fabricants utilisent des vis à main qui permettent d'ouvrir l'ordinateur sans outil.

## Vis M3

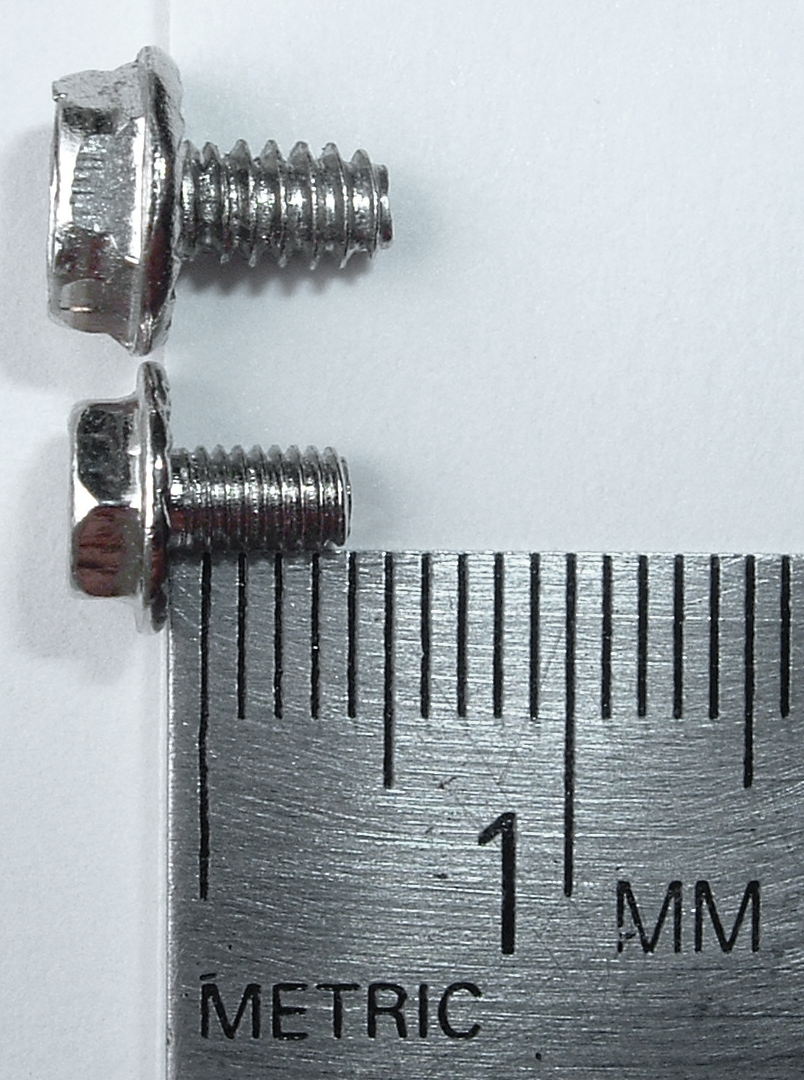
La vis M3 a un filetage de 0,5 mm, ce qui est plus court que la vis 6-32 au-dessus.

La vis M3 est une vis à filetage métrique.
Cette vis est le second type de vis le plus utilisé dans les PC. Plus précisément il s'agit de M3-0.50, où 0.50 indique que la longueur du filetage est 0,50 millimètres. 0,50 est le pas standard des vis M3. Le diamètre de filetage de la vis est de 3 millimètres (0,12 pouces).
Comme les vis 6-32, ces vis peuvent être utilisées avec des tournevis Phillips de taille 2.
Ces vis sont utilisées :
- pour fixer les lecteurs optiques et les lecteurs de disquettes ;
- Pour maintenir la carte-mère au-dessus du sur-élévateur ;
- pour fixer les SSD 2,5" ;
- pour fixer les disques durs 2,5".

Ces vis sont reconnaissables à leur filetage plus fin que celui des vis 6-32.

## Sur-élévateur de carte mère

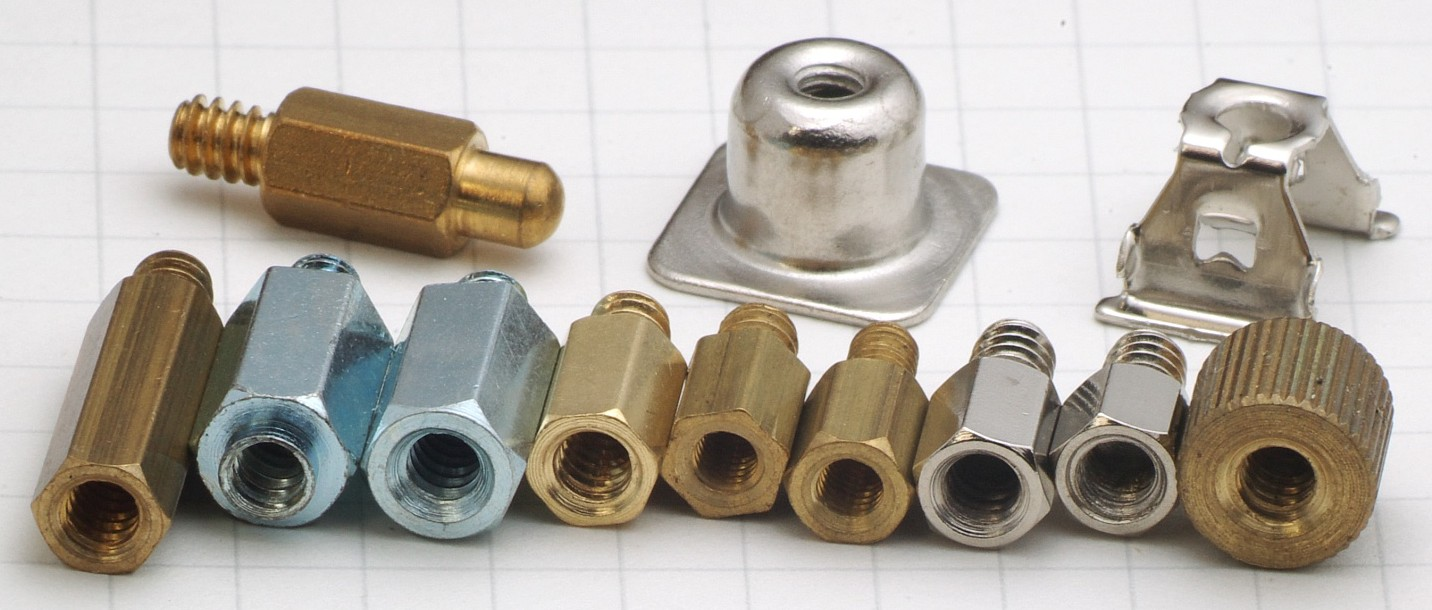
Différents types de sur-élévateur de carte mère.

Les sur-élévateurs ou  entretoise de carte mère servent à fixer la carte mère au châssis du boîtier sans que les circuits et les soudures ne touchent le châssis. 
Ce sur-élévateur est à la fois une vis et un écrou de type 6-32 avec un corps de section hexagonale. L'assemblage de ces deux éléments en un s'appelle aussi entretoise.
Une vis 6-32 est en général nécessaire pour maintenir la carte-mère au-dessus du sur-élévateur.
Dans certains cas, l'utilisation d'entretoise sert à distancer certains éléments de carte électronique qui chauffent, cela optimise donc la ventilation et l'évacuation de la chaleur par les ventilateurs.

## Vis à main 4-40
Les vis à main 4-40 servent à maintenir les connecteurs en place, pour que les prises ne se détachent pas sous le poids des câbles.
Ces vis sont en général par paire sur les connecteurs VGA, DVI, série, parallèle et port de jeu PC.

## Illustrations

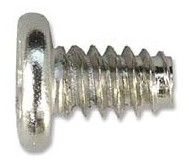
Vis 6-32 à tête cylindrique bombée.
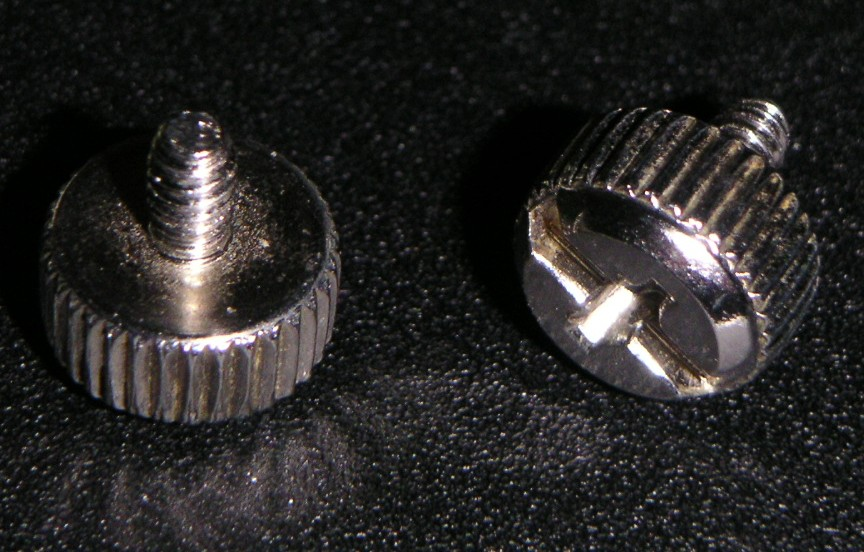
Vis à main 6-32.
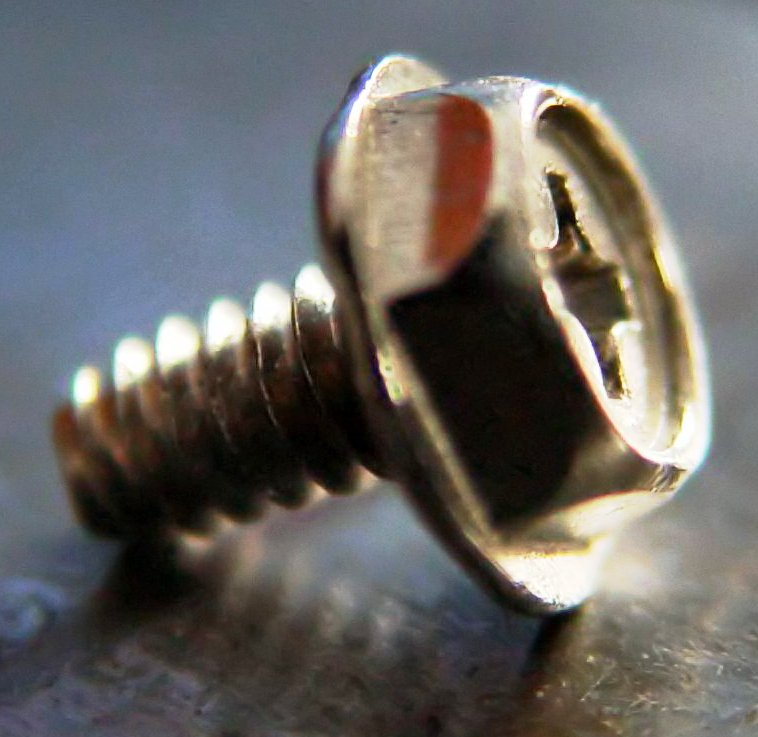
Vis 6-32 à tête hexagonale à embase THE et empreinte Phillips de taille 2.